# Manly Palmer Hall
Manly Palmer Hall (ur. 18 marca 1901 w Peterborough, zm. 29 sierpnia 1990 w Los Angeles) – amerykański badacz religii i tradycji ezoterycznych kanadyjskiego pochodzenia. Mistyk, okultysta i wolnomularz, autor wielu publikacji z zakresu ezoteryki, religioznawstwa, masonologii, samodoskonalenia.

## Życiorys
W dzieciństwie, pod opieką swojej babki, wyemigrował do Stanów Zjednoczonych. W wieku 19 lat został poproszony o wygłoszenie wykładu na temat reinkarnacji dla małej grupy słuchaczy w Kalifornii. To wydarzenie zapoczątkowało jego karierę publicystyczną – w następnym roku został poproszony o udzielenie serii wykładów w Los Angeles.
W latach 1923–1924 odbył serię podróży do ważnych centrów kulturalnych Europy, Azji i Egiptu. W 1928 roku wydana została jego najsłynniejsza publikacja i dzieło życia, o pełnym tytule: The Secret Teachings of All Ages: An Encyclopedic Outline of Masonic, Hermetic, Qabbalistic and Rosicrucian Symbolical Philosophy. W 1934 roku założył Towarzystwo Badań Filozoficznych (Philosophical Research Society), mające na celu promocję duchowości, badanie związków między nauką i religią oraz poszukiwanie sensu ludzkiego życia. W 1954 roku osiągnął 32º wolnomularskiego wtajemniczenia w loży nr 374 w San Francisco. Został wyniesiony do 33º w 1973 r. w Los Angeles (ceremonia odbyła się w siedzibie założonego przez niego Towarzystwa).
W ciągu całego swojego życia był autorem ponad dwustu książek, ponad ośmiu tysięcy wykładów oraz setek esejów opublikowanych w różnych czasopismach. Dał się również poznać jako kolekcjoner rzadkich traktatów filozoficznych oraz alchemicznych i hermetycznych rękopisów. Pasjonował się także filatelistyką.

## Pole badań i poglądy
Manly P. Hall jest najbardziej znany ze swoich prac na temat zachodnich tradycji ezoterycznych (starożytne kulty misteryjne, gnostycyzm, alchemia, różokrzyż, wolnomularstwo). Jego zainteresowania badawcze skupiały się wokół religioznawstwa i porównawczych studiów nad religią. Zajmował się także innymi dziedzinami, takimi jak astrologia, biblistyka, tarot, interpretacja snów, mistycyzm, filozofia Wschodu i Zachodu, psychologia (np. w alchemii), samodoskonalenie, symbolologia i reinkarnacja.
W przeciwieństwie do wielu mu współczesnych twierdził, że duchowej mądrości nie należy wiązać tylko z jedną ścieżką duchową lub religią. Prawdziwa mądrość to według Halla połączenie filozofii, nauki i religii. W tym celu studiował psychologię, filozofię oraz starożytne tradycje religijne i mistyczne.
W swoich pracach krytykował środowiska akademickie zajmujące się religioznawstwem za hołdowanie idei materializmu. Uważał, że taka postawa nie sprzyja głębokiemu zrozumieniu roli religii w dziejach ludzkości, ponieważ zamyka badacza na transcendencję. Swoim uczniom zalecał pracę nad sobą oraz rozwinięcie „zdrowej” osobowości przed rozpoczęciem zgłębiania myśli ezoterycznej.
Hall był ponadto przekonany, że Francis Bacon był faktycznym autorem sztuk Szekspira. Swój pogląd uzasadniał obecnością symboli i koncepcji ezoterycznych w szekspirowskich dziełach (Bacon był różokrzyżowcem). W swojej książce The Secret Destiny of America Hall wyraził pogląd, że Stany Zjednoczone Ameryki Północnej są ucieleśnieniem starożytnej koncepcji Atlantydy, idei rzekomo kultywowanej przez wieki w tajnych stowarzyszeniach ezoterycznych. Dało to początek teoriom spiskowym, jakoby powstanie i ustrój polityczny Stanów Zjednoczonych były dziełem masonerii.

## Najważniejsze prace
Główne dzieło: The Secret Teachings of All Ages: An Encyclopedic Outline of Masonic, Hermetic, Qabbalistic and Rosicrucian Symbolical Philosophy, zbiór esejów Symbolic Essays, seria publikacji The Adepts Series, a ponadto:
- Atlantis, An Interpretation
- Initiates of the Flame
- Lady of Dreams: A fable in the manner of the Chinese
- Lectures On Ancient Philosophy: An Introduction to Practical Ideals
- Lectures On Ancient Philosophy: An Introduction to the Study and Application of Rational Procedure
- Masonic Orders of Fraternity
- Meditation Symbols In Eastern & Western Mysticism – Mysteries of the Mandala
- Noah and His Wonderful Ark
- Rosicrucian and Masonic Origins (rozdział 19.)
- The Blessed Angels
- The Lost Keys of Freemasonry
- The Secret Destiny of America
- The Story of Healing

## Literatura
- N. Wójtowicz, Hall Manly Palmer, [w:] N.Wójtowicz, Masoneria. Mały słownik, Warszawa 2006, s. 150.